# مالومبرا
مالومبرا (ایتالیایی: Malombra) یک فیلم درام صامت ایتالیایی به کارگردانی کارمینه گالونه است که در سال ۱۹۱۷ منتشر شد.

## بازیگران
- لیدا بورلی
- آملتو نوولی